# Stephan Reichart

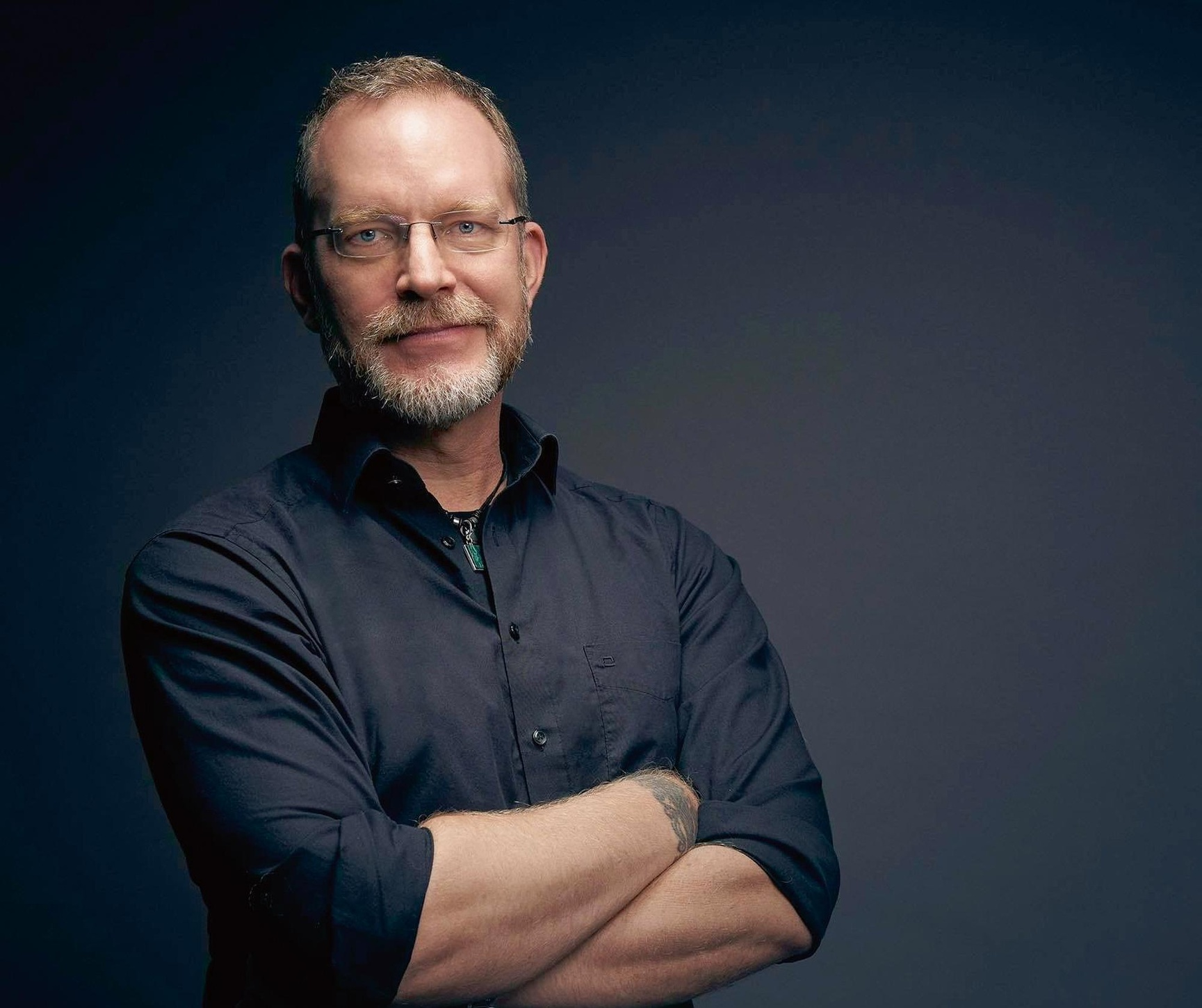
Stephan Reichart, 2020

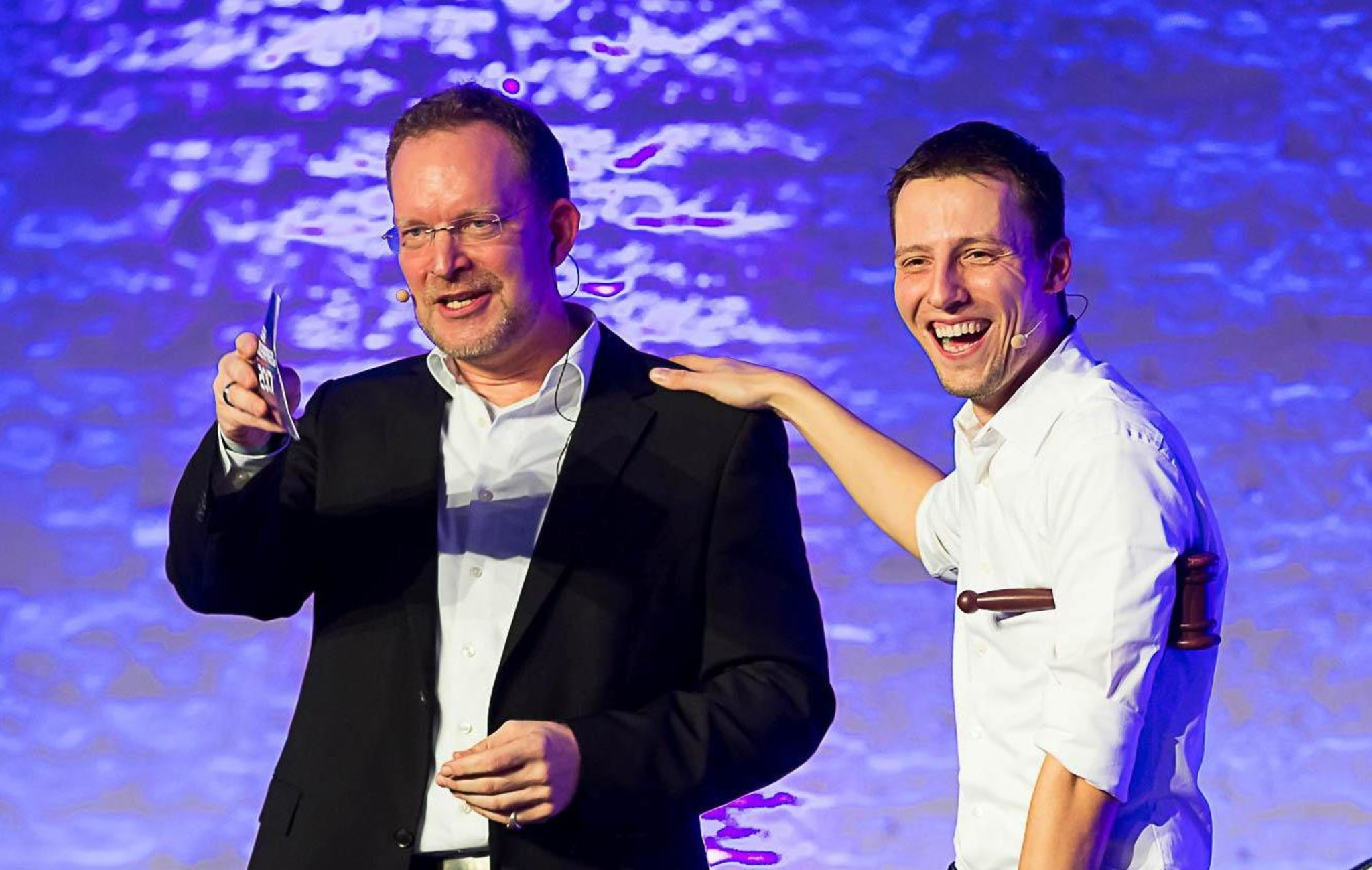
Stephan Reichart und Stefan Marcinek beim DEP 2018

Stephan Reichart (* 11. Oktober 1971 in Essen als Stephan Helmut Reichart) ist ein deutscher Eventmanager, Geschäftsführer, Dozent, Moderator und Twitch-Partner auf der gleichnamigen Streamingplattform.
Bekannt wurde er durch die Ausrichtung der Veranstaltungen „Quo Vadis“ seit 2003 und des Deutschen Entwicklerpreises seit dem Jahr 2004.
Im Mai 2007 gründete er die Aruba Events GmbH, die fortan den Deutschen Entwicklerpreis ausrichtete. Seit 2019 veranstaltet er als Managing Director die „devcom“, die jährliche offizielle Entwicklerkonferenz der „gamescom“ in Köln, deren Entwicklung er seit 2017 maßgeblich betreut hatte.

## Ausbildung
Stephan Reichart besuchte von 1981 bis 1991 das Don-Bosco-Gymnasium in Essen. Nach dem Abitur, absolvierte er seinen Zivildienst am St. Franziskus Krankenhaus Essen und blieb auch danach vier weitere Jahre als Aushilfe in Krankenhäusern und Altenheimen tätig.
Anschließend begann er mit einem Studium für Germanistik, Psychologie und Politik an der Universität Essen.

## Berufliche Laufbahn
Seine berufliche Laufbahn begann er als Dozent für Microsoft-Office-Schulungen im Jahr 1995 für das Ministerium für Gesundheit, Bildung und Soziales. Für z. B. die zur Bertelsmann Stiftung gehörenden Kreutz und Partner, sowie Saint Gobain, leitete er als Freiberufler Seminare in den Bereichen Kommunikation, Zeit- und Projektmanagement bis einschließlich 2019. 2001 leitete er als Cheftrainer u. a. mit Gerald Köhler und Tom Putzki einen 11 Monate dauernden Kurs für Game-Design an der IT-Akademie in Gütersloh. Dieser Kurs wurde im Jahr 2001 vom Bundesinstitut für Berufsbildung (bibb) ausgezeichnet.
Im Januar 2003 gründete Stephan Reichart gemeinsam mit Christian Kaufmann „Aruba Studios GmbH“ und machte damit den aktiven Schritt von der IT-Akademie in die Gamesbranche als Game Designer, während Christian Kaufmann den Part des Programmierers übernahm. Aruba Studios produzierte in erster Linie Auftragsarbeiten für RTL, Novitas und die Bertelsmann-Stiftung. Zu den bekannten Titeln gehören: „Ich bin ein Star - Holt mich hier raus“ (2004) und „Weisse Bescheid?! Das Horst Schlämmer Quiz“ (2007), das in Zusammenarbeit mit Hape Kerkeling entwickelt wurde.
Die Gamesbranche hatte in den frühen Jahren nach dem Millennium einen schweren Stand in Deutschland. Nach Vorfällen in Erfurt (2002), Emsdetten (2006) und Winnenden (2009) und den daraus entstandenen Debatten in Gesellschaft und Politik über „Killerspiele“, wurde die Luft für benötigte Investitionen schnell dünn. Allerdings war Stephan Reichart durch seine Kontakte während der Zeit an der IT-Akademie Gütersloh und als Geschäftsführer mit Kommunikationstalent mehr und mehr hinter den Kulissen involviert und bestrebt, Spiele und Spieleentwickler wieder in den richtigen Fokus zu rücken. So waren die Aruba-Studios im Jahr 2004 Gründungsmitglied des damaligen „Game Bundesverband für Computerspiele e. V.“, dessen Geschäftsführung Reichart bis 2010 selbst übernahm und der viele Brücken zwischen Entwicklern und Politik wieder aufbaute.
Nach dem wachsenden Erfolg der Entwicklerkonferenz „Quo Vadis“ und dem DEP, erweiterte er im Jahr 2006 seine Bemühungen innerhalb der Branche durch das Ausrufen des ersten „European Game Executive Summit“ auf Mallorca, der bis 2016 jährlich stattfand und bis zu mit 70 Teilnehmer versammelte. Kurz danach verließ Stephan Reichart Aruba-Games und gründete eine neue GmbH mit Fokus auf Events, die: „Aruba Events GmbH“ und entwickelte weiter neue Konzepte, um Interessierte und Verantwortliche der Spielebranche an einen Tisch zu bringen. In 2008 wurde das erste „Living Games Festival“ veranstaltet, welches sich vor allem auf Fragen rund um den Jugendschutz in Spielen fokussierte. Auch der erste „European Games Award“ wurde 2009 verliehen und bemühte sich, genau wie das gemeinsam mit Unternehmer Heinrich Hubertz im Jahr 2001 gegründete „The Art of Games GmbH“, Spiele als Kunst zu etablieren.
Im Jahr 2014 stieg der Mediakonzern Computec Media GmbH bei Aruba Events mit ein und übernahm diese 2017 schließlich ganz. Reichart blieb als Freelancer weiterhin an Bord und betreute den DEP sowie das noch junge Projekt „devcom“. Im Jahr 2018 gründete er außerdem das „games industry network“.
Aus „The Art of Games“ wurde schließlich in 2018 die „Reichart - Standort und Projektentwicklung GmbH“. Seit Januar 2019 leitet Stephan Reichart die „devcom GmbH“, als 100 Prozent Tochterfirma des „game“, dem Verband der deutschen Gamesbranche, mit der „devcom“ als größte europäische Entwicklerkonferenz.

## Privates
Reichart lebt in Hürth. Er hat zwei Kinder aus erster Ehe.
Während seines Studiums an der Uni Essen war er Gründungsmitglied der Theatergruppe Essen unter der Leitung von Ruprecht Dröge.
Als Partner auf der Live-Streaming Plattform Twitch.tv produziert er seit mehreren Jahren unter dem Pseudonym „DerReichart“ diverse Inhalte. In seine Kochshow „Bissfest“ und den „Innerviews“ oder dem neuen Format „Elternabend“ kommen immer wieder auch bekannte Gäste, wie etwa Tommy Krappweis.
Über diese Plattform veranstaltet Stephan Reichart auch regelmäßig Charity-Events wie etwa die „Lego-Challenge“ um Spenden für Kinder, Flut- und Erdbebenopfer in der Türkei und Syrien und andere Benachteiligte zu sammeln.
Auf diesem Wege kamen mithilfe bekannter Youtuber und Twitch-Streamer wie etwa Sebastian Lenßen oder Nancy Wenz bisher über 15.000 Euro zusammen.
Reichart ist bekannt für seine Bemühungen zur Völkerverständigung zwischen der Türkei und Deutschland, die u. a. auch zu einer Zusammenarbeit mit dem Musikproduzenten Vincent Lee führten und im gemeinsamen Song "Bu Benim Babam" mündeten.